# Masao Takemoto
Masao Takemoto (Hamada, 29 de setembro de 1919 - Kanagawa, 2 de fevereiro de 2007) foi um ginasta japonês que ganhou dois títulos mundiais e sete medalhas Olímpicas.
A primeira das sete medalhas olímpicas conseguiu-a nos Jogos Olímpicos de Helsínquia, em 1952, onde ganhou a medalha de prata com a marca de 19.150 pontos, que era apenas 0.050 menos que o medalha de ouro Viktor Chukarin. Dois anos depois, em Roma no Campeonato Mundial de Ginástica Artística de 1954, tornou-se campeão do mundo de exercícios no chão, que partilhou com o ginasta soviético Valentin Muratov ambos com a marca de 19.250 pontos. Durante este torneio também ganhou uma medalha de prata com a equipa japonesa e uma de bronze nas barras paralelas.
Nos Jogos Olímpicos de 1956, em Melbourne Takemoto foi medalhado três vezes com a medalha de bronze tendo terminado em terceiro na barra horizontal, barras paralelas e arco. Na competição por equipas fez parte da equipa japonesa que recebeu a medalha de prata.  Os seus dotes principais eram nos exercícios no chão e ele provou isso uma vez mais no Campeonato Mundial de Ginástica Artística de 1954 , onde defendeu o título com sucesso, desta vez sem ter que partilhar com outro ginasta. Também ganhou duas medalhas de prata no salto à vara, e uma de bronze na barra horizontal por equipas
Dois anos depois, nos Jogos Olímpicos de Roma 1960 conseguiu os seus resultados finais a nível internacional e tornou-se Campeão Olímpico  ao lado dos seus colegas de equipa Nobuyuki Aihara, Yukio Endo, Takashi Mitsukuri, Takashi Ono e Shuji Tsurumi. Nos individuais juntou mais uma medalha de prata ao seu palmarés, contabilizando um total de sete medalhas olímpicas, acabando em segunda posição, atrás deTakashi Ono na barra horizontal.
Faleceu em Kanagawa, perto de Tóquio, aos 87 anos de idade.